# Métabief
Métabief és un municipi francès situat al departament del Doubs i a la regió de Borgonya - Franc Comtat. L'any 2007 tenia 888 habitants.

## Demografia

### Població
El 2007 la població de fet de Métabief era de 888 persones. Hi havia 415 famílies de les quals 184 eren unipersonals (125 homes vivint sols i 59 dones vivint soles), 82 parelles sense fills, 129 parelles amb fills i 20 famílies monoparentals amb fills.
La població ha evolucionat segons el següent gràfic:
Habitants censats

### Habitatges
El 2007 hi havia 2.337 habitatges, 424 eren l'habitatge principal de la família, 1.892 eren segones residències i 21 estaven desocupats. 819 eren cases i 1.515 eren apartaments. Dels 424 habitatges principals, 247 estaven ocupats pels seus propietaris, 164 estaven llogats i ocupats pels llogaters i 14 estaven cedits a títol gratuït; 39 tenien una cambra, 117 en tenien dues, 103 en tenien tres, 63 en tenien quatre i 103 en tenien cinc o més. 294 habitatges disposaven pel capbaix d'una plaça de pàrquing. A 253 habitatges hi havia un automòbil i a 156 n'hi havia dos o més.

### Piràmide de població
La piràmide de població per edats i sexe el 2009 era:
| Homes | Edats   | Dones |
| ----- | ------- | ----- |
| 0     | 95 o +  | 0     |
| 0     | 90 a 94 | 4     |
| 0     | 85 a 89 | 0     |
| 0     | 80 a 84 | 4     |
| 8     | 75 a 79 | 0     |
| 20    | 70 a 74 | 16    |
| 4     | 65 a 69 | 0     |
| 4     | 60 a 64 | 12    |
| 8     | 55 a 59 | 4     |
| 12    | 50 a 54 | 16    |
| 8     | 45 a 49 | 4     |
| 24    | 40 a 44 | 20    |
| 60    | 35 a 39 | 36    |
| 60    | 30 a 34 | 48    |
| 24    | 25 a 29 | 44    |
| 8     | 20 a 24 | 16    |
| 8     | 15 a 19 | 28    |
| 28    | 10 a 14 | 20    |
| 24    | 5 a 9   | 28    |
| 20    | 0 a 4   | 32    |

## Economia
El 2007 la població en edat de treballar era de 639 persones, 553 eren actives i 86 eren inactives. De les 553 persones actives 506 estaven ocupades (294 homes i 212 dones) i 47 estaven aturades (26 homes i 21 dones). De les 86 persones inactives 28 estaven jubilades, 29 estaven estudiant i 29 estaven classificades com a «altres inactius».

### Ingressos
El 2009 a Métabief hi havia 549 unitats fiscals que integraven 1.140,5 persones, la mediana anual d'ingressos fiscals per persona era de 25.516 €.

### Activitats econòmiques
Dels 124 establiments que hi havia el 2007, 2 eren d'empreses alimentàries, 1 d'una empresa de fabricació d'altres productes industrials, 5 d'empreses de construcció, 21 d'empreses de comerç i reparació d'automòbils, 3 d'empreses de transport, 11 d'empreses d'hostatgeria i restauració, 1 d'una empresa d'informació i comunicació, 1 d'una empresa financera, 13 d'empreses immobiliàries, 6 d'empreses de serveis, 54 d'entitats de l'administració pública i 6 d'empreses classificades com a «altres activitats de serveis».
Dels 25 establiments de servei als particulars que hi havia el 2009, 1 era un taller de reparació d'automòbils i de material agrícola, 1 paleta, 1 guixaire pintor, 1 lampisteria, 3 electricistes, 2 perruqueries, 8 restaurants, 6 agències immobiliàries, 1 tintoreria i 1 saló de bellesa.
Dels 18 establiments comercials que hi havia el 2009, 2 eren botiges de menys de 120 m², 2 fleques, 3 llibreries, 3 botigues de roba i 8 botigues de material esportiu.
L'any 2000 a Métabief hi havia 5 explotacions agrícoles.

## Equipaments sanitaris i escolars
L'únic equipament sanitari que hi havia el 2009 era una farmàcia.
El 2009 hi havia una escola elemental.

## Poblacions més properes
El següent diagrama mostra les poblacions més properes.